# Permanente belasting
De permanente belasting of blijvende belasting op een bouwwerk is een belasting - in de betekenis van druk - die gedurende de levensduur altijd aanwezig is. Permanente belasting zal in de loop van de tijd niet of zeer weinig in grootte variëren.
Voorbeelden van permanente belastingen zijn:
- eigen gewicht van de constructie
- eigen gewicht van de afwerking
- gronddruk tegen kelderwanden
- waterdruk tegen kelderwanden, wanneer het waterpeil redelijk constant is.
- voorspanning

De permanente belastingen zijn over het algemeen eenvoudig te bepalen door het volume van de constructiedelen en toegepaste materialen te vermenigvuldigen met het soortelijk gewicht van deze materialen. In het geval van voorspanning is door meting precies bekend welke voorspankrachten op de constructie worden geïntroduceerd.
statische belasting ·
dynamische belasting

permanente belasting · 
veranderlijke belasting · 
bijzondere belasting ·
momentane belasting

uiterste grenstoestand · 
bruikbaarheidsgrenstoestand ·
belastingsfactor

puntlast · 
lijnlast · 
vlaklast · 
verhinderde vervorming